# Bojnická vianočná
Bojnická vianočná (Pyrus communis 'Bojnická vianočná') je ovocný strom, kultivar druhu hrušeň obecná z čeledi růžovitých. Plody jsou řazeny mezi odrůdy zimních hrušek, sklízí se v říjnu, dozrává v prosinci až lednu. Kvete pozdně.

## Historie

### Původ
Byla vyšlechtěna na Slovensku v roce 2002, ve Výskumnom ústave ovocných a okrasných drevín v Bojnicích. Odrůda je křížencem odrůd 'Krivica' a 'Gifardova'.

## Vlastnosti

### Růst
Růst odrůdy je střední. Habitus koruny je pyramidální.

## Plod
Plod je kulatě kónický, velký. Slupka žlutě zbarvená se rzivě bronzovým líčkem. Dužnina je bělavá jemná, se sladce navinulou chutí, aromatická, výborná.

## Choroby a škůdci
Odrůda je považována za dostatečně odolnou proti strupovitosti ale i monilióze a namrzání. Netrpí kaménčitostí. Nevyžaduje chemickou ochranu.

## Použití
Je vhodná ke zpracování a přímou konzumaci. Lze ji použít do všech poloh.